# Gabriella Dorio
Gabriella Dorio (Veggiano, 27 giugno 1957) è un'ex mezzofondista italiana.
Ha disputato in carriera un totale di cinque finali olimpiche nei 1500 metri piani e negli 800 metri piani tra il 1976 e il 1984, laureandosi campionessa olimpica dei 1500 metri piani ai Giochi di Los Angeles 1984.
Detiene ancora oggi i record nazionali femminili degli 800 metri piani e dei 1000 metri piani.

## Biografia

### Anni settanta
Si mette in luce ai Giochi della Gioventù del 1971 vincendo i 1000 m piani. Da allora fa segnare diversi primati nelle categorie giovanili e partecipa ai campionati europei juniores 1973 dove conclude ottava negli 800 metri piani; nello stesso anno si aggiudica il suo primo titolo italiano nei 1500 m piani.
Nel 1974 vince il titolo nazionale, questa volta negli 800 metri, e partecipa ai campionati europei di Roma dove si classifica nona nei 1500 m.
L'anno successivo passa alla società Fiamma Vicenza, vincendo la Cinque Mulini e arrivando terza nei 1500 m agli Europei juniores. Stesso piazzamento nel 1976 ai Mondiali di cross; durante lo stesso anno prende parte ai Giochi olimpici di Montréal dove si classifica sesta nei 1500 metri. Coglie la medesima posizione nei 1500 m agli Europei del 1978 mentre negli 800 m viene eliminata in semifinale. In quest'ultima specialità, agli Europei indoor, viene eliminata nelle batterie.

### Anni ottanta

La partenza dai blocchi di Dorio negli 800 metri piani alla Coppa del mondo 1981

Nel 1980 alla vigilia dei Giochi olimpici di Mosca fa segnare il nuovo record italiano negli 800 m portandolo a 1 minuto 57 secondi 66 centesimi, tempo tutt'oggi imbattuto. Successivamente nelle gare olimpiche si classifica ottava negli 800 m e quarta nei 1500 m.
Nel 1981, vince la medaglia d'oro alle Universiadi di Bucarest con il tempo di 4'05"35, precedendo la rumena Doina Melinte (4'05"74) e la sovietica Ol'ga Dvirna (4'06"39). Inoltre, si aggiudica la medaglia d'argento sulla distanza degli 800 metri, dietro la Melinte, col tempo di 1'58"99.
Nel 1982, conquista la medaglia d'oro agli Europei indoor nei 1500 m e la medaglia di bronzo, sempre nei 1500 m, ai campionati continentali all'aperto.
Nel 1983 come nell'anno precedente si concentra solo sui 1500 m, arrivando a sfiorare il podio (finendo quarta) agli Europei indoor. Si aggiudica, poi, con il tempo di 4'07"26, la medaglia d'oro alle Universiadi di Edmonton, battendo per 8 centesimi la rivale rumena Doina Melinte. In Coppa Europa, a Sittard, in meno di tre ore corre gli 800 e i 3000 metri, vincendo entrambe le gare in 2'00"05 e 9'04"96. Nella prima edizione dei campionati mondiali di Helsinki è settima, in una gara in cui, negli ultimi 200 metri, viene disturbata proprio quando parte per lo sprint finale.
L'anno dopo partecipa ancora ai campionati europei indoor, chiudendo ottava nei 1500 m. Prende parte anche ai Giochi olimpici di Los Angeles, in un'edizione olimpica segnata dal boicottaggio di molti paesi dell'est europeo, gareggiando sia negli 800 che nei 1500 metri. Nella prima specialità conclude la prova in quarta posizione, mentre nei 1500 metri riesce a conquistare il titolo olimpico concludendo la prova con il tempo di 4'03"25 davanti alle rumene Doina Melinte e Maricica Puică, già vincitrici nelle stesse Olimpiadi delle prove degli 800 e 3000 m piani.

### Anni novanta
Dopo questo prestigioso risultato olimpico, si ferma per maternità, per ritornare a gareggiare nel settembre del 1986, subito dopo la conclusione dei campionati europei di Stoccarda. Nonostante la stagione sia nella sua parte conclusiva, ottiene buoni risultati sulle sue distanze (800 m in 2'03"03 e 1500 m in 4'07"61), nonché il record italiano sui 2000 metri in 5'43"30 (prec. Possamai, 5'44"79) al meeting internazionale di Rieti, in una gara appassionante dove si classifica subito dietro la sovietica Ol'ga Bondarenko.
Poi, dal 1987 è un susseguirsi di infortuni che non le permettono di gareggiare negli appuntamenti più importanti della stagione. Nel 1987, dopo la partecipazione ai campionati italiani di società sui 3000 metri, dove si classifica seconda, dietro Cristina Tomasini, col tempo di 9'32"28, si infortuna e salta tutta la stagione. Nel 1988, ancora dolorante, tenta il minimo per i Giochi olimpici di Seul fissato a 4'04"00 per difendere la medaglia d'oro, ma dopo alcuni tentativi non andati a buon fine (4'12"67 a Caorle il miglior risultato), si infortuna nuovamente e deve rinunciare al prestigioso appuntamento. Non gareggia per tutto il 1989 e il 1990.
Tornerà a partecipare ad una manifestazione internazionale nel 1991 prendendo parte ai campionati mondiali di Tokyo, sia negli 800 m che nei 1500 m piani, venendo tuttavia eliminata in entrambe le specialità nelle batterie. Si ritira nel 1992, essendo in attesa del secondo figlio. Annuncia l'addio alla vigilia dei Giochi olimpici di Barcellona.
Nel corso della sua carriera la Dorio ha stabilito 12 primati italiani su distanze che variano dagli 800 ai 3000 metri, si è aggiudicata 7 titoli italiani negli 800 m, 10 titoli nei 1500 m, e 4 titoli indoor (2 negli 800 m e 2 nei 1500 m). Complessivamente ha vestito per 65 volte la maglia azzurra.

## Record nazionali
Seniores
- 800 metri piani: 1'57"66 ( Pisa, 5 luglio 1980)
- 1000 metri piani: 2'33"18 ( Formia, 28 agosto 1982)
- 1500 metri piani: 3'58"65 ( Tirrenia, 25 agosto 1982) − record detenuto fino all'8 agosto 2024
- 1500 metri piani indoor: 4'04"01 ( Milano, 7 marzo 1982) − record detenuto fino al 19 gennaio 2025
- Miglio: 4'23"29 ( Viareggio, 14 agosto 1980) - record detenuto fino al 19 luglio 2025

## Palmarès

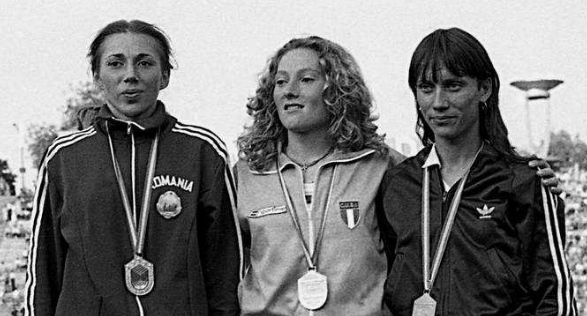
Dorio (al centro) vincitrice dei 1500 metri piani all'XI Universiade di Bucarest

| Anno | Manifestazione          | Sede        | Evento         | Risultato  | Prestazione | Note                  |
| ---- | ----------------------- | ----------- | -------------- | ---------- | ----------- | --------------------- |
| 1973 | Mondiali di cross       | Waregem     | Corsa seniores | 13ª        | 14'22"      |                       |
| 1973 | Mondiali di cross       | Waregem     | A squadre      | 4ª         | 96 p.       |                       |
| 1973 | Europei U20             | Duisburg    | 800 m piani    | 8ª         |             |                       |
| 1974 | Europei                 | Roma        | 1500 m piani   | 9ª         | 4'12"7      |                       |
| 1975 | Mondiali di cross       | Rabat       | Corsa seniores | 4ª         | 13'51"      |                       |
| 1975 | Mondiali di cross       | Rabat       | A squadre      | 7ª         | 106 p.      |                       |
| 1975 | Europei U20             | Atene       | 1500 m piani   | Bronzo     | 4'19"6      |                       |
| 1976 | Mondiali di cross       | Chepstow    | Corsa seniores | Bronzo     | 16'56"      |                       |
| 1976 | Mondiali di cross       | Chepstow    | A squadre      | Argento    | 59 p.       |                       |
| 1976 | Giochi olimpici         | Montréal    | 800 m piani    | Semifinale | 2'02"46     |                       |
| 1976 | Giochi olimpici         | Montréal    | 1500 m piani   | 6ª         | 4'07"27     |                       |
| 1978 | Europei indoor          | Milano      | 800 m piani    | Batteria   | 2'06"0      |                       |
| 1978 | Europei                 | Praga       | 800 m piani    | Semifinale | 2'00"5      |                       |
| 1978 | Europei                 | Praga       | 1500 m piani   | 6ª         | 4'01"25     |                       |
| 1979 | Giochi del Mediterraneo | Spalato     | 800 m piani    | Oro        | 2'01"78     | Record dei Giochi     |
| 1979 | Giochi del Mediterraneo | Spalato     | 1500 m piani   | Argento    | 4'07"07     |                       |
| 1980 | Giochi olimpici         | Mosca       | 800 m piani    | 8ª         | 1'59"12     |                       |
| 1980 | Giochi olimpici         | Mosca       | 1500 m piani   | 4ª         | 4'00"30     |                       |
| 1981 | Universiadi             | Bucarest    | 800 m piani    | Argento    | 1'58"99     |                       |
| 1981 | Universiadi             | Bucarest    | 1500 m piani   | Oro        | 4'05"35     | Record dei campionati |
| 1982 | Europei indoor          | Milano      | 1500 m piani   | Oro        | 4'04"01     |                       |
| 1982 | Europei                 | Atene       | 1500 m piani   | Bronzo     | 3'59"02     |                       |
| 1983 | Europei indoor          | Budapest    | 1500 m piani   | 4ª         | 4'17"42     |                       |
| 1983 | Universiadi             | Edmonton    | 1500 m piani   | Oro        | 4'07"26     |                       |
| 1983 | Mondiali                | Helsinki    | 1500 m piani   | 7ª         | 4'04"73     |                       |
| 1984 | Europei indoor          | Göteborg    | 1500 m piani   | 8ª         | 4'23"76     |                       |
| 1984 | Giochi olimpici         | Los Angeles | 800 m piani    | 4ª         | 1'59"05     |                       |
| 1984 | Giochi olimpici         | Los Angeles | 1500 m piani   | Oro        | 4'03"25     |                       |
| 1991 | Giochi del Mediterraneo | Atene       | 1500 m piani   | Bronzo     | 4'10"63     |                       |
| 1991 | Mondiali                | Tokyo       | 800 m piani    | Batteria   | 2'07"54     |                       |
| 1991 | Mondiali                | Tokyo       | 1500 m piani   | Batteria   | 4'09"34     |                       |

## Campionati nazionali
- 7 volte campionessa nazionale assoluta degli 800 m piani (1974, 1975, 1976, 1980, 1981, 1982, 1983)
- 10 volte campionessa nazionale assoluta dei 1500 m piani (1973, 1976, 1977, 1978, 1979, 1980, 1981, 1982, 1983, 1984)
- 2 volte campionessa nazionale assoluta indoor degli 800 m piani (1978, 1979)
- 2 volte campionessa nazionale assoluta indoor dei 1500 m piani (1982, 1983)
- 2 volte campionessa nazionale assoluta di corsa campestre (1976, 1983)

## Altre competizioni internazionali
1975
- Oro alla Cinque Mulini ( San Vittore Olona)

1976
- Argento alla Stramilano ( Milano) - 1h17'58"
- Oro al Campaccio ( San Giorgio su Legnano) - 14'34"

1978
- Oro al DN Galan ( Stoccolma), 800 m piani - 2'01"93

1979
- Oro al Cross di Alà dei Sardi ( Alà dei Sardi) - 11'05"4

1980
- Argento al Golden Gala ( Roma), 1500 m piani - 3'59"82

1981
- 4ª in Coppa del mondo ( Roma), 800 m piani - 1'59"43
- Argento in Coppa del mondo ( Roma), 1500 m piani - 4'03"75

1983
- Oro al Cross della Vallagarina ( Villa Lagarina) - 17'10"6

1986
- 9ª al Golden Gala ( Roma), 1500 m piani - 4'07"61

1990
- 7ª al Golden Gala ( Roma), 1500 m piani - 4'18"77

1992
- 9ª al Golden Gala ( Roma), 1500 m piani - 4'09"61

## Riconoscimenti
- Nel maggio 2015, una targa a lei dedicata fu inserita nella Walk of Fame dello sport italiano a Roma, riservata agli ex-atleti italiani che si sono distinti in campo internazionale.[3][4]